# Lhotka (Žďár nad Sázavou)
Lhotka é uma comuna checa localizada na região de Vysočina, distrito de Žďár nad Sázavou.